# Liceo Giuseppe Tarantino
Il liceo "Giuseppe Tarantino" è un istituto di istruzione secondaria di secondo grado a Gravina in Puglia.

## Storia
Nasce nel 1960 come sezione staccata di quello di Ruvo Di Puglia ed ottiene l’autonomia nel 1969. 
Significative innovazioni sono state avviate sin dagli anni ottanta con sperimentazioni parziali del tipo autonomo (introduzione in alcuni corsi della seconda lingua straniera) e di tipo assistito (matematica secondo il piano nazionale informatico e fisica nel biennio). Nel 1989 una sperimentazione ad indirizzo linguistico ha preparato la scuola ad accogliere i Programmi Brocca, redatti nel 1990 allo scopo di svecchiare la scuola secondaria superiore. A cominciare dall’anno scolastico 1994 - 95 sono stati così istituiti i corsi sperimentali Brocca ad indirizzo linguistico, classico e scientifico-tecnologico.
A seguito della revisione degli ordinamenti del secondo ciclo di studi che sancisce l’abolizione delle sperimentazioni e la riduzione degli indirizzi di studi, a partire dall’anno scolastico 2010-2011 il Liceo “G. Tarantino” offre corsi di Liceo Scientifico, Liceo Classico, Liceo Linguistico e Liceo Scientifico - opzione Scienze applicate. Nell’anno scolastico 2013-2014 viene istituito il nuovo percorso del Liceo Musicale.

## Sede
La sede principale si trova in una struttura costruita negli anni '90 dotata di 41 ampie aule, laboratori ed una grande palestra in comune con l'I.I.S.S. V. Bachelet.

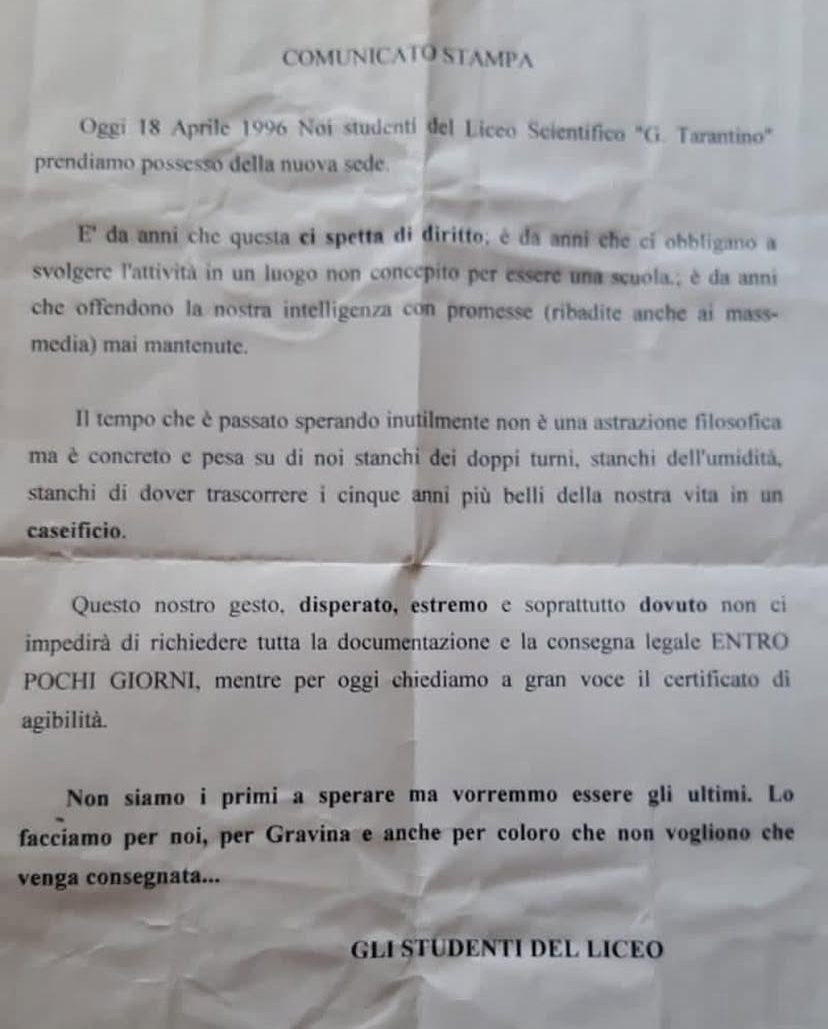
Lettera originale degli studenti in cui viene annunciata la presa di possesso della nuova sede.

Questo edificio venne inaugurato ufficiosamente dagli studenti il 18 Aprile 1996 con una occupazione, dopo un lungo periodo di proteste per il più volte posticipato trasferimento nella nuova sede da quella precedente, considerata vecchia e fatiscente.
L'istituto, inoltre, possiede due succursali a causa dell'elevato numero di studenti e classi: la succursale di via Lecce (composta di 6 aule e una sala docenti) e quella di via Gorizia (composta di 5 aule, un laboratorio multimediale ed una sala docenti).